# Rivière Red Deer
Pour les articles homonymes, voir Red Deer (homonymie).
La rivière Red Deer (en anglais : Red Deer River), est une rivière situé dans la province d'Alberta, au Canada. Elle est un important affluent de la rivière Saskatchewan Sud et fait partie du plus grand réseau Saskatchewan-Nelson qui se jette dans la baie d'Hudson.
Les Cris ont appelé la rivière wâwâskêsiw-sîpiy, qui se traduit « rivière du wapiti ». Les commerçants britanniques ont traduit le nom à Red Deer car ils pensaient à tort que le wapiti était une sous-espèce du cerf élaphe (en anglais : red deer, « cerf rouge »).
Le nom de la rivière était auparavant officiellement traduit par « rivière du Daim rouge » en français. Documents de la session de la Puissance du Canada-1915 (Volume 50, no.21, Documents de la session no.25d-25f) 